# Pheidole laevifrons
Pheidole laevifrons är en myrart som beskrevs av Mayr 1887. Pheidole laevifrons ingår i släktet Pheidole och familjen myror. Inga underarter finns listade i Catalogue of Life.